# Xerocomus scabripes
Xerocomus scabripes är en svampart som beskrevs av McNabb 1971. Xerocomus scabripes ingår i släktet Xerocomus och familjen Boletaceae.   Inga underarter finns listade i Catalogue of Life.